# Província de San Luis
San Luis (al text de la Constitució provincial: Província de San Luis) és una de les vint-i-tres províncies que integren la República Argentina. que conformen el país, i un dels vint-i-quatre districtes electorals legislatius nacionals. La seva capital i ciutat més poblada és l'homònima San Luis.
Limita al nord i est amb La Rioja, a l'est amb la de Córdoba, a l'oest amb Mendoza, al sud amb La Pampa i al nord-oest amb la de San Juan.